# Denis Oswald
Pour les articles homonymes, voir Oswald.
Denis Oswald, né le 9 mai 1947 à Neuchâtel, est un ancien sportif suisse pratiquant l'aviron. Il était le président de la Fédération internationale des sociétés d'aviron de 1989 à 2014 et est actuellement membre du Comité international olympique, avocat et professeur de droit à l'université de Neuchâtel.

## Biographie

### Carrière sportive
Denis Oswald participe trois fois aux Jeux olympiques d'été. En 1968, il prend part à la compétition de quatre barré. Il remporte la médaille de bronze. En 1972 dans la même épreuve, il est huitième. Aux 1976, il participe en quatre de couple et prend également le huitième rang. Denis Oswald est aussi quatrième aux Championnats du monde d'aviron 1974 en quatre de couple et 13 fois champion de Suisse.

### Carrière sportive administrative
Denis Oswald est secrétaire général de la Fédération internationale des sociétés d'aviron de 1978 à 1989, puis président de cette fédération de 1989 à 2014. Il est élu membre du Comité international olympique (CIO) en 1991. Il est président de l'association des fédérations internationales des Jeux olympiques d'été (ASOIF) de 2000 à 2012. Membre de la commission exécutive du CIO entre 2000 et 2012, et, à nouveau depuis 2017, il est aussi président de la commission de coordination des Jeux olympiques d'été de 2004 et de 2012. Il préside aussi la commission disciplinaire du CIO.
Le 24 mai 2013, il fait part de sa candidature pour l'élection du président du CIO tenue le 10 septembre 2013 à Buenos Aires, en remplacement de Jacques Rogge qui ne peut se représenter. C'est cependant l'Allemand Thomas Bach qui est élu.